# Syzygium guineense
Syzygium guineense is een soort uit de mirtefamilie (Myrtaceae). Het is een groenblijvende plant die kan variëren van een kleine struik van 30 centimeter hoog tot een grote boom met een dichte, zware en ronde kroon. Hij kan een groeihoogte van 30 meter of meer bereiken. De stam kan tot 15 meter lang takloos zijn in grote bomen en heeft soms wortellijsten tot 1,8 meter hoog. De schors is giftig. De vruchten zijn 10 tot 15 millimeter lang. De soort staat op de Rode Lijst van de IUCN geklasseerd als 'niet bedreigd'.
De soort komt voor in tropisch en zuidelijk Afrika en op het zuidwestelijke deel van het Arabisch schiereiland. Hij groeit in verschillende habitats, waaronder zeekusten, savannes, rivieroevers en bossen op hoogtes van zeeniveau tot 2100 meter. Hij geeft meestal de voorkeur aan vochtige gebieden.
Delen van de plant worden in het wild geoogst als lokale bron van voedsel, medicijnen en hout. Het fruit wordt verkocht op lokale markten en ook het hout wordt lokaal verhandeld. De vruchten kunnen zowel rauw als gekookt gegeten worden en verwerkt worden tot drank of azijn. De vruchten zijn zeer bederfelijk en moeten kort na de oogst worden gegeten. Verschillende delen van de boom hebben een geneeskrachtige werking. Uit de schors en de vruchten kan een kleurstof worden gewonnen. Het hout wordt gebruikt voor constructies, bielzen, vloeren, lambrisering, meubels, gereedschapshandvatten, borden, krukken, houtsnijwerk en palen.